# ميلود رحماني
ميلود رحماني (مواليد 30 ديسمبر 1982) هو رياضي جزائري متخصص في سباق 400 متر حواجز. مثل بلاده في الألعاب الأولمبية الصيفية 2016 وكذلك في بطولة العالم 2013 و2015.
سجل أفضل رقم له في عام 2013 في مرسين وهو 49.34 ثانية. حقق في الجزائر أفضل رقم له في سباق 400 متر مسطح في عام 2007 وهو 46.57 ثانية.